# Hungarikum Bizottság
A Hungarikum Bizottság  a magyar nemzeti értékekről és a hungarikumokról szóló 2012. évi XXX. törvénnyel létrehívott testület. Tagjainak száma: 21.

## Szervezete
Elnöke a mindenkori agrárpolitikáért felelős miniszter. A tagok delegálás útján kerülnek a testületbe, így ott vannak a Magyar Országgyűlés, a Magyar Állandó Értekezlet (MÁÉRT), a különböző minisztériumok, a Magyar Tudományos Akadémia (MTA), a Magyar Művészeti Akadémia (MMA), a Szellemi Tulajdon Nemzeti Hivatala (SzTNH) elnöke által delegált tagok. A Bizottság az állandó megbízott tagok mellett 3 ideiglenes, rotációban kijelölt taggal is rendelkezik, akiket a MÁÉRT delegál, ezáltal a határon túli magyarság képviselői is jelen vannak a Bizottságban. 

## Tagjai
| Tag neve               | Delegáló személy vagy szervezet                                |
| Dr. Nagy István, elnök | az agrárpolitikáért felelős miniszter                          |
| Lezsák Sándor          | Országgyűlés                                                   |
| Dr. Simicskó István    | Országgyűlés                                                   |
| Dócs Dávid             | Országgyűlés                                                   |
| Varga Szimeon          | Országgyűlés                                                   |
| V. Németh Zsolt        | az agrárpolitikáért és a természetvédelemért felelős miniszter |
| Pirityiné Szabó Judit  | a nemzetpolitikáért felelős miniszter                          |
| Dr. Répássy Róbert     | az igazságügyért felelős miniszter                             |
| Dr. Dukai Miklós       | a helyi önkormányzatokért felelős miniszter                    |
| Halász János           | a kultúráért és az oktatásért felelős miniszter                |
| Ugron Zsolna           | a turizmusért felelős miniszter                                |
| Paládi-Kovács Attila   | a Magyar Tudományos Akadémia elnöke                            |
| Zelnik József          | a Magyar Művészeti Akadémia elnöke                             |
| Farkas Szabolcs        | a Szellemi Tulajdon Nemzeti Hivatalának elnöke                 |
| Lánszki Regő Balázs    | a kulturális örökség védelméért felelős miniszter              |
| Dr. Nagy Ádám          | az iparügyért felelős miniszter                                |
| Vargha Tamás           | a honvédelmért felelős miniszter                               |
| Budai Gyula            | a külpolitikáért felelős miniszter                             |
| Újhelyi Nándor         | MÁÉRT-en részt vevő külhoni szervezet (VMSZ)                   |
| Zatykó Gyula           | MÁÉRT-en részt vevő külhoni szervezet (EMSZ)                   |
| Pajrok Andor           | MÁÉRT-en részt vevő külhoni szervezet (HMDK)                   |

## Korábbi tagjai
- Dr. Kiss Eliza; miniszteri biztos (2013 - 2015)
- Dr. Ficsor Mihály Zoltán; Szellemi Tulajdon Nemzeti Hivatala  elnökhelyettes
- Dr. Kovács Zoltán, államtitkár
- Pomázi Gyula, Szellemi tulajdon Nemzeti Hivatala elnöke
- Szabó László, Digitális Magyarország Ügynökség vezérigazgató-helyettes